# 314650 Neilnorman
314650 Neilnorman è un asteroide della fascia principale. Scoperto nel 2006, presenta un'orbita caratterizzata da un semiasse maggiore pari a 2,6460029 UA e da un'eccentricità di 0,2644413, inclinata di 15,09589° rispetto all'eclittica.